# Ksenija Sidorova
Ksenija Sidorova, född den 18 maj 1988 i Riga, är en lettisk dragspelsartist med inriktning på klassisk och nutida musik. Hon har beskrivits som "Superb, finkänslig och virtuos" och "Enastående och fulländad artist". Vid Last Night of the Proms 2021 uppträdde Sidorova som solist. 
Hon samarbetar med ledande kammarmusiker som Nicola Benedetti, Thomas Gould, Joseph Calleja, Avi Avital och sångare som Juan Diego Flórez men också med orkestrar som Latvian National Symphony Orchestra, WDR Rundfunkorchester samt NHK Symphony Orchestra.
År 2016 knöts Sidorova till Deutsche Grammophon och hennes första album med etiketten "Carmen" var en rekreation av Georges Bizets Carmen för dragspel, som omfattade latinska, asiatiska, europeiska och nordamerikanska musikstilar.

## Uppväxt
Sidorova började spela accordeon i folkmusiktradition vid åtta års ålder för Marijia Gasele i Riga men intresset för klassisk och nutida musik gjorde att hon sökte sig till Royal Academy of Music i London. Under studietiden blev hon tidigt prisbelönt för sina studier och tog sin masternivå med högsta betyg.